# گوئندالینا سارتوری
گوئندالینا سارتوری (ایتالیایی: Guendalina Sartori؛ زادهٔ ۸ اوت ۱۹۸۸) کماندار زن اهل ایتالیا است.
وی در مسابقات کشوری و بین‌المللی در مجموع برندهٔ ۲ مدال طلا، ۱ مدال برنز شده‌است.